# Clethra alexandri
Clethra alexandri là một loài thực vật có hoa trong họ Clethraceae. Loài này được Griseb. mô tả khoa học đầu tiên năm 1859.